# Foramen déchiré
Le foramen déchiré ou trou déchiré antérieur est un orifice triangulaire situé à la base du crâne. 
Il ne faut pas le confondre avec le trou déchiré postérieur qui dans la nomenclature TA2 se nomme foramen jugulaire.

## Description
Le foramen déchiré est limité par
- le bord postérieur de la grande aile de l'os sphénoïde formant son bord antérieur,
- le sommet de la partie pétreuse de l'os temporal formant son bord postéro-latéral,
- la partie basilaire de l'os occipital formant son bord postéro-médial.

Il est divisé en deux parties par la lingula de l'os sphénoïde
C'est le point de jonction des 3 sutures du crâne :
- la suture pétro-occipitale,
- la suture sphéno-pétreuse,
- la suture ptérygo-sphénoïdale.

Il est situé en avant du canal carotidien.

## Embryologie
Le foramen déchiré se remplit de tissu fibreux après la naissance.

## Rapport
Le foramen déchiré permet le passage de nombreuses structures dont : :
- l'artère du canal ptérygoïdien,
- l'artère récurrente du foramen déchiré, qui irrigue le plexus nerveux carotidien interne.
- le nerf du canal ptérygoïdien.
- des veines qui relient le plexus veineux ptérygoïdien extracrânien au sinus caverneux intracrânien.
- le nerf grand pétreux et le nerf grand pétreux profond qui fusionnent pour former le nerf du canal ptérygoïdien (le nerf grand pétreux profond porte les fibres sympathiques, le nerf grand pétreux porte les fibres parasympathiques fibres parasympathiques du système nerveux autonome vers les vaisseaux sanguins, les muqueuses, les glandes salivaires, et les glandes lacrymales ).
- une des branches terminales de l'artère pharyngienne ascendante.

L'artère carotide interne sort du canal carotidien à la base du crâne et chemine au-dessus du foramen lacerum sans le traverser. Le segment de l'artère carotide interne qui se situe au-dessus du foramen lacerum est désigné le segment déchiré.

## Aspect clinique
Le foramen déchiré a été décrit comme une porte d'entrée dans le crâne pour les tumeurs, y compris le carcinome nasopharyngé, l'angiofibrome juvénile, le carcinome adénoïde kystique,le mélanome malin et le lymphome ,.

## Historique
La première mention enregistrée du foramen déchiré a été faite par l'anatomiste Wenzel Gruber en 1869,.
L'étude de ce foramen a été négligée pendant de nombreuses années en raison du faible rôle qu'il joue dans la chirurgie intracrânienne.

## Galerie

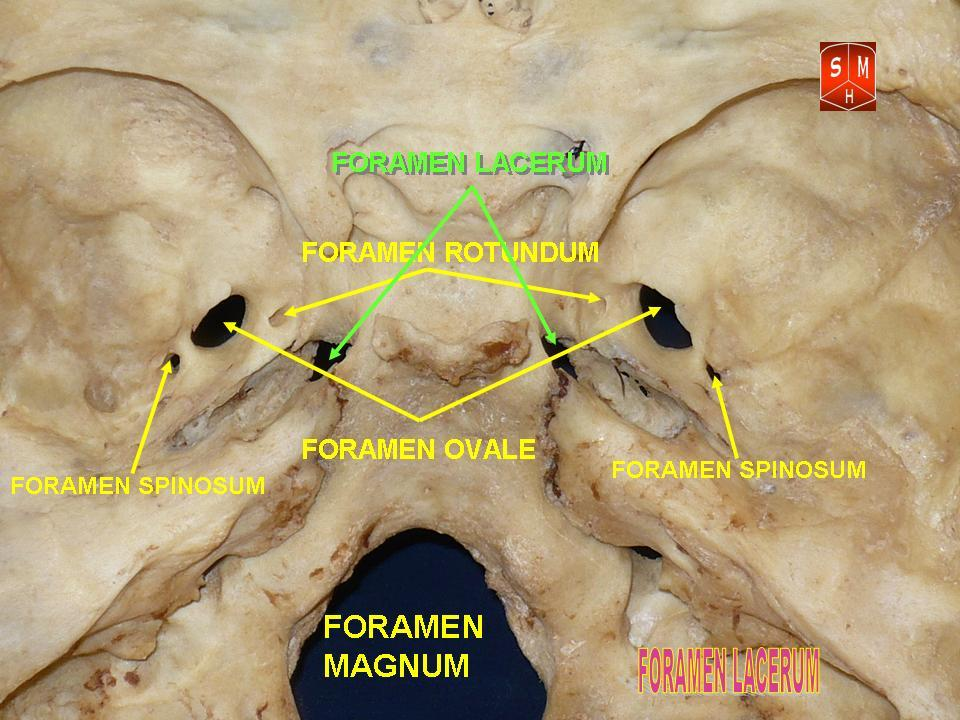
Les foramens déchirés